# Escena en una plaza (Bassano el Joven)
Escena en una plaza es una obra del pintor renacentista italiano Francesco Bassano el Joven. Esta obra se encuentra en la zona de Antiguos Maestros Europeos del Museo Soumaya en la Ciudad de México.

## Análisis de la obra
Se trata de un óleo sobre tela que muestra una summa de variados personajes, los cuales se encuentran en posturas particulares. Es posible apreciar también comida, animales, objetos de uso diario, etc.; mostrando a su vez la rústica y dura vida de los campesinos. El pintor parte de esquemas compositivos que aprendió de su padre, Jacopo Bassano, y que también se pueden apreciar en obras como Estaciones, Elementos, Adoraciones y Escenas bíblicas. Falomir señala que se trata de escenarios naturales con "personajes ocupados en tareas cotidianas y repletos de animales y objetos tratados con pretendido realismo".
La obra tiene fines pedagógicos, como muchas otras obras del Renacimiento, pues las alegorías animales tienen significados morales específicos; por ejemplo, el mono al lado del hombre descamisado con una calabaza vinatera simboliza la amonestación contra el vicio del alcoholismo; el buey hace alusión al trabajo de campo; el caballo a la fuerza, vitalidad y victoria; los huevos (sobre todo aquel que aparece roto) remiten a la fragilidad de la vida.